# Agostino Spinola
Agostino Spinola (Savona, gener de 1482 † Roma, 18 d'octubre de 1537) va ser un cardenal italià.
Fill de Giovanni Petrucci i de Petruccia Riario era besnet del Papa Sixt IV, i nebot del cardenal Pietro Riario i cosí del cardenal Raffaele Riario.
Després d'haver estat secretari del papa Juli II, va ser nomenat bisbe de Perugia el 19 de desembre de 1509. Va assistir a algunes de les sessions de la Cinquena del Consell de Laterà (1512-1517) i va acompanyar el Papa Lleó X en el seu viatge a Bolonya per tal de concloure les negociacions amb els francesos després de la Batalla de Marignano. Va ser abat comanador de Sant Pastor de Contigliano de 1518 fins a la seva mort.
Va ser promogut a cardenal prevere al consistori del 3 maig 1527 sota el títol de San Ciriaco alle Terme Diocleziane (més tard canviat a la diaconia de Sant Apolinar el 1534). Va ser Camarlenc de la Santa Església Romana des de 1528 fins a la seva mort. El 1529 va renunciar al bisbat de Perugia, en favor del seu germà Carles Spínola.
Va morir a Roma, el seu cos va ser traslladat a Savona, i enterrat a la tomba familiar a l'església del convent de Sant Domenico, enderrocada el 1544, el baix relleu de marbre de la tomba es troba al Palazzo-Del Carretto Pozzobonelli.